# Rahul Dholakia
Rahul Dholakia, né le  à Bombay (Inde), est un réalisateur, scénariste et  producteur indien.

## Biographie
Formation : Université Saint-Xavier (en), Bombay

## Filmographie

### Comme réalisateur
- 2002 : Kehtaa Hai Dil Baar Baar
- 2005 : Parzania (aussi producteur)
- 2010 : Lamhaa
- 2011 : Society Kaam Se Gayi
- 2011 : Mumbai Cutting
- 2012 : Lakhon Mein Ek (série télévisée)
- 2017 : Raees

### Comme scénariste
- 2005 : Parzania
- 2010 : Lamhaa
- 2011 : Society Kaam Se Gayi
- 2011 : Mumbai Cutting
- 2017 : Raees